# أرقام الهاتف في مصر
20+ هو رمز الهاتف الدولي لمصر.
تتكون أرقام الهاتف في مصر من رموز للاتصال الأرضي أو المحمول، ثم أرقام تتكون من 7 أو 8 أعداد.

## أرقام الهواتف الثابتة للمحافظات
| قائمة برموز اتصال المحافظات المصرية                   | قائمة برموز اتصال المحافظات المصرية | قائمة برموز اتصال المحافظات المصرية | قائمة برموز اتصال المحافظات المصرية | قائمة برموز اتصال المحافظات المصرية | قائمة برموز اتصال المحافظات المصرية | قائمة برموز اتصال المحافظات المصرية | قائمة برموز اتصال المحافظات المصرية |
| المنطقة/المدنية                                       | الرمز                               | مثال (محلي)                         | مثال (دولي)                         | المنطقة/المدنية                     | الرمز                               | مثال (محلي)                         | مثال (دولي)                         |
| ----------------------------------------------------- | ----------------------------------- | ----------------------------------- | ----------------------------------- | ----------------------------------- | ----------------------------------- | ----------------------------------- | ----------------------------------- |
| القاهرة الكبرى (القاهرة، الجيزة، وأجزاء من القليوبية) | 2                                   | ####-####-02                        | ####-####-20-2+                     | الإسكندرية                          | 3                                   | ####-###-03                         | ####-###-20-3+                      |
| العريش                                                | 68                                  | ####-###-068                        | ####-###-20-68+                     | أسيوط                               | 88                                  | ####-###-088                        | ####-###-20-88+                     |
| أسوان                                                 | 97                                  | ####-###-097                        | ####-###-20-97+                     | بنها                                | 13                                  | ####-###-013                        | ####-###-20-13+                     |
| بني سويف                                              | 82                                  | ####-###-082                        | ####-###-20-82+                     | دمنهور                              | 45                                  | ####-###-045                        | ####-###-20-45+                     |
| دمياط                                                 | 57                                  | ####-###-057                        | ####-###-20-57+                     | الفيوم                              | 84                                  | ####-###-084                        | ####-###-20-84+                     |
| الإسماعيلية                                           | 64                                  | ####-###-064                        | ####-###-20-64+                     | كفر الشيخ                           | 47                                  | ####-###-047                        | ####-###-20-47+                     |
| الأقصر                                                | 95                                  | ####-###-095                        | ####-###-20-95+                     | مرسى مطروح                          | 46                                  | ####-###-046                        | ####-###-20-46+                     |
| المنصورة                                              | 50                                  | ####-###-050                        | ####-###-20-50+                     | المنيا                              | 86                                  | ####-###-086                        | ####-###-20-86+                     |
| المنوفية                                              | 48                                  | ####-###-048                        | ####-###-20-48+                     | الوادي الجديد                       | 92                                  | ####-###-092                        | ####-###-20-92+                     |
| بورسعيد                                               | 66                                  | ####-###-066                        | ####-###-20-66+                     | قنا                                 | 96                                  | ####-###-096                        | ####-###-20-96+                     |
| البحر الأحمر                                          | 65                                  | ####-###-065                        | ####-###-20-65+                     | سوهاج                               | 93                                  | ####-###-093                        | ####-###-20-93+                     |
| السويس                                                | 62                                  | ####-###-062                        | ####-###-20-62+                     | طنطا                                | 40                                  | ####-###-040                        | ####-###-20-40+                     |
| الطور                                                 | 69                                  | ####-###-069                        | ####-###-20-69+                     | الزقازيق                            | 55                                  | ####-###-055                        | ####-###-20-55+                     |
| العاشر من رمضان                                       | 55                                  | ####-###-055                        | ####-###-20-55+                     | القليوبية                           | 13                                  | ####-###-013                        | ####-###-20-13+                     |

## أرقام الهواتف المحمولة
| الشركة                 | رمز الهاتف | رقم المحمول (محلي) | رقم المحمول (دولي) |
| ---------------------- | ---------- | ------------------ | ------------------ |
| ڤودافون                | 10         | ####-####-010      | ####-####-20-10+   |
| اتصالات                | 11         | ####-####-011      | ####-####-20-11+   |
| اورنچ                  | 12         | ####-####-012      | ####-####-20-12+   |
| وي (المصرية للاتصالات) | 15         | ####-####-015      | ####-####-20-15+   |

## أرقام أخرى
| الوصف                   | صيغة الرقم                 |
| ----------------------- | -------------------------- |
| أرقام مجانية            | ####-###-0800              |
| خدمات مميزة             | ####-09##                  |
| إنترنت مجاني عبر الهاتف | ####-07##                  |
| أرقام قصيرة             | 15###، 16###، 17###، 19### |

## أرقام سريعة
- 123	الإسعاف
- 126	شرطة السياحة
- 128	شرطة المرور
- 122	شرطة الطوارئ
- 180	إدارة المطافئ
- 121	طوارئ الكهرباء
- 129	طوارئ الغاز
- 150	الساعة
- 144	المكالمات الدولية من خطوط أرضية
- 177	الاستعلام عن فواتير الخطوط الأرضية
- 16	شكاوى الخطوط الأرضية